# Natal'ja Merkulova e Aleksej Čupov
Natal'ja Fëdorovna Merkulova, detta Natasha (in russo Наталья Фёдоровна Меркулова?; Buzuluk, 19 settembre 1979), e  
Aleksej Vladimirovič Čupov (in russo Алексей Владимирович Чупов?; Mosca, 23 maggio 1973) sono due registi e sceneggiatori russi.

## Biografia
Nativa del remoto oblast' di Orenburg, Merkulova si laurea in giornalismo nel 2001 all'Università statale di Irkutsk come anche il moscovita Čupov all'Università statale di Mosca; quest'ultimo studia cinema alla Wake Forest University della Carolina del Nord; i due cominciano a lavorare in televisione come inviati e presentatori, sposandosi nel 2013.
Sempre nel 2013, esordiscono alla regia di un lungometraggio. Nel 2018 presentano nella sezione "Orizzonti" della 75ª Mostra internazionale d'arte cinematografica di Venezia il film Čelovek, kotoryj udivil vsech, che vi vince il premio per la miglior attrice. Nel 2021 presentano nel concorso principale a Venezia il film La lista di Stalin. Erano tra i registi della serie Anna K., un adattamento di Anna Karenina annunciato nel 2021 che avrebbe segnato la prima produzione originale Netflix russa, prima che la produzione della serie fosse cancellata a riprese già ultimate in seguito all'invasione russa dell'Ucraina del 2022.

## Filmografia parziale

### Registi e sceneggiatori
- Intimnye mesta (2013)
- Swingers, episodio di Pro ljubov' 2. Tol'ko dlja vzroslych (2017)
- Čelovek, kotoryj udivil vsech (2018)
- La lista di Stalin (Kapitan Volkonogov bežal) (2021)

### Sceneggiatori
- Saljut-7, regia di Klim Šipenko (2017)

## Riconoscimenti
- Mostra internazionale d'arte cinematografica
  - 2018 – In concorso (Orizzonti) con Čelovek, kotoryj udivil vsech
  - 2021 – In concorso per il Leone d'oro con La lista di Stalin